# Pacific Oaks College
Pacific Oaks College es una universidad privada con su campus principal en Pasadena, California. La universidad se basa en los principios cuáqueros y se centra en la justicia social.  Ofrece cursos de pregrado y posgrado a tiempo completo y parcial en los campus de Pacific Oaks en California, así como en línea. Pacific Oaks también opera una escuela para niños que ha estado en funcionamiento desde 1945. 

## Historia
En 1945, se inauguró la Escuela de Amigos de Pacific Oaks con 10 maestros y 65 niños de dos a cuatro años.  Pacific Oaks College se fundó en 1958 después de cinco años de ofrecer cursos de división superior a través de UCLA Extension. 

## Académica
La universidad ofrece títulos de Licenciatura y Maestría en Artes, además de certificación docente de posgrado. Los programas están organizados en dos escuelas:
- Escuela de Psicología Cultural y Familiar
- Escuela de Desarrollo Humano y Educación

## Campus

### Campus de Pasadena
El campus principal está ubicado en Pasadena, California, en el extremo norte de Old Pasadena. Se puede acceder a la escuela a través de la cercana estación Memorial Park del tren ligero Metro L Line y se encuentra al norte del cruce de Ventura Freeway (SR 134) y Foothill Freeway (I-210).

### Sitios fuera del campus
Además de su campus principal en Pasadena, Pacific Oaks ofrece clases en sitios en todo el estado de California.

### Biblioteca Andrew Norman
La biblioteca Andrew Norman en el campus de Eureka (Pasadena) respalda los programas de grado de Pacific Oaks College y Pacific Oaks Children's School, así como la investigación de profesores independientes. La colección, que cuenta con más de 17.000 títulos, se centra en la educación de la primera infancia y el desarrollo curricular, el desarrollo humano, los sistemas y terapias familiares y el cuidado infantil. 

## Acreditaciones y afiliaciones
Pacific Oaks College está acreditado por la Comisión Universitaria y Universitaria Senior de WASC.  Pacific Oaks ha sido acreditado por WASC o su organización sucesora desde 1959. Su programa de Maestría en MFT satisface todos los requisitos de la Junta de Ciencias del Comportamiento (BBS), (Código de Negocios y Profesiones, Secciones 4980.41 (a) (d) (e)) para obtener una licencia en Terapia Matrimonial y Familiar. Su Programa de Formación de Maestros está certificado por la Comisión de Credenciales de Maestros de California (CCTC) para la certificación en Credencial de Especialista en Educación, Discapacidades leves a moderadas Nivel I y Nivel II, y Credencial de enseñanza de estudiantes de inglés preliminares en múltiples materias.
La universidad también está afiliada a The Community Solution Education System,  la Asociación de Colegios y Universidades Independientes (California),  y la Asociación Hispana de Colegios y Universidades. 